# Flickaffären
Flickaffären (Flick-Affäre) var en politisk skandal i Västtyskland på 1980-talet kring Flickkoncernens hemliga bidrag till partier och toppolitiker. 
Skandalen uppdagades då utredaren Klaus Förster fick tag på en kassabok från Rudolf Diehl, bokhållare vid Flickkoncernen som visade på bidrag till politiker som Franz Josef Strauss, Helmut Kohl, Otto Graf Lambsdorff, Hans Friderichs och Walter Scheel. I fallet med Friedrichs och Lambsdorff misstänktes mutbrott då båda tidigare gett Flickkoncernen skattelättnader när de var näringsministrar. Flickkoncernens Eberhard von Brauchitsch och Friderichs och Lambsdorff dömdes 1987 för skattebrott respektive medhjälp till skattebrott. Von Brauchitsch dömdes villkorligt, Lambsdorff och Friderichs till böter.